# Elphège Vacandard
Elphège Vacandard (* 10. April 1849 in Melleville, Département Seine-Maritime; † 23. Oktober 1927 in Rouen) war ein französischer römisch-katholischer Geistlicher, Theologe und Kirchenhistoriker.

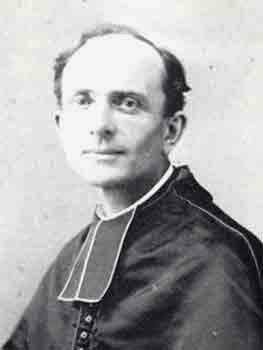
Elphège Vacandard

## Leben und Werk
Vacandard wurde 1873 zum Priester geweiht und war von 1877 bis zu seinem Tod Religionslehrer am Lycée Corneille in Rouen. 1881 wurde er von der Universität Rouen promoviert mit einer theologischen Arbeit über Petrus Abaelardus. Unter anderem befasste er sich mit der Geschichte der Inquisition. Sein Meisterwerk ist die Biographie in zwei Bänden des heiligen Bernhard von Clairvaux (1895), die sehr bald ins Deutsche übersetzt wurde und wegen ihrer textkritischen Methode bis heute als grundlegend empfunden wird.

## Werke
- Saint Bernard orateur, Rouen, Montargis, 1877.
- Abélard. Sa lutte avec saint Bernard, sa doctrine, sa méthode, Rouen, A. Roger et F. Chernoviz, 1881.
- Vie de Saint Bernard, abbé de Clairvaux, 2 Bde., Paris, V. Lecoffre, 1895; 4. Auflage, 1910,  1927. (https://archive.org/details/viedesaintberna01vaca)
  - (deutsch) Leben des Heiligen Bernard von Clairvaux, 2 Bde., Mainz, Kirchheim, 1897–1898.
- Vie de saint Ouen, évêque de Rouen (641–684). Etude d’histoire mérovingienne, Paris, V. Lecoffre, 1902.
- La confession sacramentelle dans l’église primitive, Paris, Bloud, 1903.
  - (italienisch) La confessione sacramentale nella chiesa primitiva, Rom, Desclée, 1929.
- La pénitence publique dans l’Église primitive, Paris, Bloud, 1903; Saint-Étienne, Ignis caritatis,  2013.
- Saint Victrice, évêque de Rouen (IVe-Ve s.), Paris, V. Lecoffre, 1903.
- Saint Bernard, Paris, Bloud, 1904.
- Études de critique et d’histoire religieuse, 4 Bde., Paris, V. Lecoffre/J. Gabalda, 1905–1923.
- L’Inquisition. Etude historique et critique sur le pouvoir coercitif de l’Église, Paris, Bloud, 1907.
  - (englisch) The Inquisition. A critical and historical study of the coercive power of the church, New York Longmans, Green, 1908.
- De la tolérance religieuse, Paris, Bloud, 1908.
  - (italienisch) Della tolleranza religiosa, Rom, Desclée, 1909.
  - (spanisch) La tolerancia religiosa, Madrid, Centro de Publicaciones Católicas, 1910
- De la venue de Lazare et Marie-Madeleine en Gaule, Paris, Firmin-Didot, 1922.